# 1291 Фріна
1291 Фріна (1291 Phryne) — астероїд головного поясу, відкритий 15 вересня 1933 року.
Тіссеранів параметр щодо Юпітера — 3,224.
Названо на честь давньогрецької гетери Фріни (дав.-гр. Φρύνη, 385 — 330 роки до н. е.).